# Engenharia económica
Engenharia económica (português europeu) ou engenharia econômica (português brasileiro) é a tradução de engineering economy. Economia da engenharia é uma tradução alternativa de engineering economy, no Brasil. De acordo com o Institute of Industrial Engineers (IIE), a engenharia económica é definida como a aplicação da análise e síntese económica ou matemática às decisões de engenharia ou um corpo de conhecimentos e técnicas envolvidas na avaliação do valor de mercadorias e serviços relativamente ao custo e nos métodos de estimar os dados.
Entre os livros pioneiros de engenharia económica são de referir: The Economic Theory of Railway Location de A. M. Wellington (1877) e Principles of Engineering Economy de Eugene L. Grant (1930) que, no prefácio, se refere a um corpo de princípios que governam os aspectos económicos das decisões de engenharia, tal como acontece com as características físicas.». O grande desenvolvimento da engenharia económica ocorreu na segunda metade do século XX. The Engineering Economist é a única revista científica dedicada à disciplina de engenharia económica.
Nos problemas de engenharia económica considera-se que todos os pagamentos ou séries de pagamentos futuros que reembolsem uma quantia presente com juros são equivalentes entre si, podendo esses valores ser calculados por fórmulas adequadas, que se podem representar por factores. É, assim, possível comparar alternativas de investimento com diferentes séries prospectivas de receitas e despesas utilizando os métodos do valor anual equivalente, valor presente, taxa de rendimento e/ou análise benefício-custo. Estes métodos, quando utilizados correctamente, permitem chegar a conclusões idênticas.

## Designação
Engenharia económica (ou econômica, no Brasil) é a tradução de engineering economy, à semelhança do que acontece com engenharia física (engineering physics).
Quatro autores foram pioneiros com a publicação, no Brasil, de um livro com esse título: Abelardo Puccini, Geraldo Hess,  José Luiz Marques e Luiz Carlos Rocha Paes. O livro Engenharia Econômica foi publicado no Rio de Janeiro/RJ, Brasil, pela Editora Fórum, em 1969. Em 1967 o autor Abelardo de Lima  Puccini obteve o Master of Science Degree pela Universidade de Stanford, e foi aluno do Professor Eugene L Grant.  Tem um  livro de Matemática Financeira Objetiva e Aplicada, 11a edição da Editora Saraiva em 2020,  que cobre os principais assuntos da Engenharia Econômica utilizados na Análise da Viabilidade Econômica de Projetos. 
Em Portugal, a engenharia económica aparece em 1984, como disciplina afim de uma das especialidades de doutoramento, do ramo Engenharia Industrial, a conferir pela Universidade Nova de Lisboa, através da Faculdade de Ciências e Tecnologia. A disciplina semestral Engenharia Económica é oferecida, pela primeira vez, no ano lectivo de 1984/85, na mesma faculdade, no âmbito do curso de licenciatura em Engenharia de Produção Industrial. O docente é Virgílio Azuíl Páscoa Machado, professor associado de engenharia industrial, dessa faculdade.
Economia da engenharia é uma tradução alternativa de engineering economics, no Brasil.  Em Portugal, economia da engenharia foi, por exemplo, uma das disciplinas do grupo de Engenharia Industrial, da estrutura orgânica do quadro de professores catedráticos e associados da Faculdade de Ciências e Tecnologia da Universidade Nova de Lisboa de 1984 a 1993, data em que essa designação foi substituída por engenharia económica.

## História
O primeiro livro de engenharia económica foi The Economic Theory of Railway Location de A. M. Wellington, publicado em 1877. Em 1930, Eugene L. Grant publica Principles of Engineering Economy, um marco na história da engenharia económica. Com base na matemática financeira, Grant desenvolveu um ponto de vista económico na engenharia e, como escreveu no prefácio, «este ponto de vista implica perceber que há um corpo definido de princípios que governam os aspectos económicos de uma decisão de engenharia, tal como acontece com os aspectos físicos.»
O desenvolvimento da engenharia económica ao longo de quase um século e meio, tal como o desenvolvimento de qualquer área de conhecimento, em geral, foi incorporando conceitos de outras disciplinas. Este processo de desenvolvimento e assimilação ocorreu muito rapidamente a partir da segunda metade do século XX.
The Engineering Economist é uma revista científica publicada, conjuntamente, pelas divisões de engenharia económica do Institute of Industrial Engineers (IIE) e da American Society of Engineering Education (ASEE). A revista trimestral é a única publicação dedicada à disciplina de engenharia económica, tanto no sector privado como no público.
Para além de artigos, a revista publica estudos de casos, resultados de inquéritos, revisões de livros e programas para computador, assim como comentários dos leitores, que representam a investigação, prática e ensino mais actual de problemas relacionados com a análise de investimentos de capital. Os artigos versam assuntos tais como: estimativa e contabilidade de custos, custo e orçamentação de capital, avaliação de projectos, análise de substituição de equipamentos, projecto económico, modelos económicos de decisão, educação, análise de políticas públicas (governamentais), investigação e desenvolvimento.
The Engineering Economist é, actualmente, resumido / indexado pelos seguintes serviços: Business Periodical Index, Wilson Web, CSA-Mechanical and Transportation Engineering Abstracts, Civil Engineering Abstracts, Compendex e Scopus. Entre os seus leitores contam-se profissionais de engenharia, gestores de engenharia e financeiros, docentes e investigadores de engenharia.
Em Junho de 1955, na capa no primeiro número do The Engineering Economist, escrevia o seu, então, editor, Arthur Lesser Júnior: O progresso da engenharia económica tem sido prejudicado por não existir um meio adequado e apropriado onde as matérias pertinentes possam ser apresentadas e discutidas.
As recomendações do relatório final de uma Comissão Ad-hoc para o Estudo da Normalização da Simbologia de Engenharia Económica, presidida por Gearld A. Fleisher, publicado em 1967, foi adoptado pelo, entretanto, designado American National Standards Institute (ANSI) e The Engineering Economist publicou, em separata, o Manual of Standard Notation for Engineering Economy Parameters and Interest Factors, editado por John R. Canada. Em 1972, era publicada a Terminologia de Engenharia Económica, preparada por John Mihalasky, que copresidia a sub-comissão ANSI Z94, com Gearld A. Fleisher.
Os factores económicos são uma consideração estratégica na maior parte das actividades de engenharia. Um engenheiro criativo procura vencer as limitações físicas e inicia, propõe e assume a responsabilidade pelo sucesso de projectos envolvendo factores humanos e económicos. A aceitação generalizada, entre os engenheiros, da responsabilidade de verificarem se as propostas de engenharia são sólidas, tanto do ponto de vista técnico, como económico, e de analisarem as propostas em termos de valor e custos, contribui para o aumento da confiança na profissão de engenharia.

## Fundamentos teóricos
Os fundamentos da engenharia económica são um conjunto de princípios ou conceitos que formam uma base sólida para o desenvolvimento, estudo e aplicação da disciplina.
1. Reconhecer e definir alternativas.
As decisões são entre alternativas; é desejável que as alternativas sejam definidas claramente e que os méritos de todas as alternativas apropriadas sejam avaliados.
2. A necessidade de considerar as consequências.
As decisões devem ser baseadas nas consequências esperadas das várias alternativas. Todas essas consequências ocorrerão no futuro.
3. A questão crítica das consequências para quem.
Antes de estabelecer procedimentos para formulação de projectos e avaliação de projectos, é essencial decidir qual o ponto de vista a ser adoptado.
4. Comensurabilidade.
Ao comparar alternativas, é desejável fazer as consequências comensuráveis entre si, tanto quanto seja praticável. Isto é, as consequências de um investimento devem ser expressas em números e as mesmas unidades devem aplicar-se a todos os números. Em decisões económicas, as unidades monetárias são as únicas que satisfazem as especificações dadas acima.
5. Irrelevância de aspectos comuns a todas as alternativas.
Só as diferenças entre alternativas são relevantes na sua comparação.
6. Separação das decisões.
Na medida do possível, decisões separáveis devem ser feitas separadamente.
7. Necessidade de critérios de decisão.
É desejável ter um critério para a tomada de decisões, ou, possivelmente, vários critérios.
8. Escolha do critério principal.
O critério principal a ser aplicado numa escolha entre investimentos propostos alternativos em bens corpóreos deve ser seleccionado com o objectivo de fazer o melhor uso de recursos limitados.
9. Critérios secundários aplicados às consequências expressas em termos monetários.
Até mesmo as estimativas mais cuidadosas das consequências monetárias da escolha de alternativas diferentes podem revelar-se incorrectas. É muitas vezes útil, a um decisor, fazer uso de critérios secundários que reflectem, de alguma forma, a falta de certeza associada a todas as estimativas do futuro.
10. Dados irredutíveis do problema do investimento.
As decisões entre alternativas de investimento devem dar peso a quaisquer diferenças esperadas nas consequências que não tenham sido reduzidas a termos monetários, assim como nas consequências que tenham sido expressas em termos monetários.
11. A necessidade de um ponto de vista sistémico.
Muitas vezes, há efeitos secundários que tendem a ser menosprezados quando são tomadas decisões individuais. Para considerar esses efeitos secundários, adequadamente, pode ser necessário examinar as inter-relações entre um número de decisões, antes de poder ser tomada qualquer das decisões individuais.

Outros autores definem princípios com algumas diferenças. Nos sete princípios definidos por DeGarmo et al., não são considerados os princípios 6 e 11, de Grant et al., enunciados acima. Os primeiros cinco princípios de DeGarmo et al. têm a seguinte relação com os princípios de Grant et al.:
| DeGarmo et al. | Grant et al. |
| -------------- | ------------ |
| 1              | 1            |
| 2              | 2 e 5        |
| 3              | 3            |
| 4              | 4            |
| 5              | 7, 8, 9 e 10 |

Os outros dois princípios, sugeridos por DeGarmo et al. são:
- 6. Torne explícito o risco e/ou incerteza.
O risco e/ou incerteza são inerentes à projecção (ou estimativa) de valores futuros e devem ser reconhecidos na análise e comparação das alternativas.
- 7. Avalie as decisões.
A melhoria na tomada de decisões resulta de um processo adaptativo; na medida do possível, os valores inicialmente previstos para a alternativa seleccionada e os resultados realmente alcançados devem ser comparados, subsequentemente.

## Equivalência do valor do dinheiro no tempo
Nos problemas de engenharia económica é necessário reconhecer o valor do dinheiro no tempo: uma unidade monetária (UM) numa data não é directamente comparável com a mesma unidade monetária numa outra data. Daí a relevância da cronologia dos fluxos monetários em engenharia económica.
O juro pode ser definido como o dinheiro pago pelo uso de dinheiro emprestado. De um modo geral, o juro é a retribuição que se pode obter pelo investimento produtivo do capital.
A taxa de juro é o resultado da divisão do juro a cobrar ou pagar no fim de um período de tempo, usualmente um ano ou menos, e o dinheiro devido no princípio desse período. Se 8 UM de juro são pagas anualmente numa dívida de 100 UM, a taxa de juro é de 8 / 100 = 0,08 ou, mais correntemente, 8 % por ou ao ano.
Generalizando, se a quantia P for investida, num instante de tempo, à taxa de juro i %, o valor monetário (F) no final de n períodos de tempo é dado por
F = P (1 + i) n
e a taxa de juro, por
i = (F / P) 1 / n - 1
Da relação entre F e P podem ser deduzidas as relações entre F e uma quantia A investida no final de cada um de n períodos de tempo e entre A e P, assim como as relações inversas.
É também possível deduzir a relação entre A e uma série de valores monetários, no final de cada período, crescendo (ou decrescendo) uniformemente, de período para período, de um valor G.
A expressão
(1 + i) n
Pode ser representada por
(F / P, i %, n)
e as restantes, incluindo as inversas, por
(F / A, i %, n)
(A / P, i %, n)
(P / F, i %, n)
(A / F, i %, n)
(P / A, i %, n)
(A / G, i %, n)
Para além das relações inversas entre os factores:
1 / (F / P, i %, n) = (P / F, i %, n)
1 / (F / A, i %, n) = (A / F, i %, n)
1 / (A / P, i %, n) = (P / A, i %, n)
existem as seguintes relações simples entre factores:
(F / A, i %, n) = 1+ (F / P, i %, 1) + (F / P, i %, 2) + … + (F / P, i %, n - 1)
(P / A, i %, n) = (P / F, i %, 1) + (P / F, i %, 2) + … + (P / F, i %, n)
(A / P, i %, n) = (A / F, i %, n) + i
e pode-se obter um outro factor:
(P / G, i %, n) = (A / G, i %, n) (P / A, i %, n)
Até à vulgarização das calculadoras electrónicas programáveis ou pré-programadas, usavam-se tabelas com os valores dos factores acima para efectuar os cálculos de engenharia económica que, geralmente, envolviam a realização de interpolações lineares. As calculadoras e muitos programas de computador permitem efectuar os cálculos com um número de casas decimais geralmente superior ao número de algarismos significativos.

## Métodos de análise
Os principais métodos de análise utilizados pela engenharia económica para tomar decisões entre alternativas de investimento são:
 
- Valor anual equivalente
Consiste na determinação de um dos valores dos fluxos monetários de uma sequência de fluxos iguais, no final de cada período de tempo, que teria o mesmo efeito financeiro, quando o juro é considerado, que um outro fluxo ou sequência de fluxos monetários que não são, necessariamente de valores iguais ou igualmente espaçados no tempo.
- Valor presente
Envolve a determinação do valor monetário equivalente a fluxos monetários futuros, a uma dada taxa de juro.
- Taxa Interna de Retorno
É determinada calculando a taxa de juro à qual o valor presente dos fluxos monetários de um projecto de investimento é igual a zero.
- Análise benefício-custo
É a comparação dos custos de um projecto de investimento com os seus benefícios feita pela diferença dos valores equivalentes, «benefício - custo», e não pelo quociente, «custo/benefício», como se pode inferir da designação mais comum de «razão» custo-benefício.

## Ensino e Investigação
Como se pode ver pelos exemplos que se seguem, o ensino de engenharia económica é feito no âmbito das actividades dos departamentos e faculdades de engenharia. Os estudos mais recentes, mostram que o ensino e os livros de texto de engenharia económica se têm modificado substancialmente, ao longo do tempo, com uma diminuição nos cálculos repetitivos e o correspondente aumento na atenção dada a actividades de projecto e/ou tomada de decisão. Estas alterações têm sido facilitadas, como acontece noutras disciplinas, pela generalização do uso de meios de cálculo automático.
Ensino universitário:
- Prof. Edson Pamplona (2008). «Engenharia Econômica 2». Instituto de Engenharia de Produção e Gestão, Universidade Federal de Itajubá. Consultado em 1 de Fevereiro de 2009
- «Engenharia Econômica EA052». Faculdade de Engenharia Elétrica e de Computação, Universidade Estadual de Campinas. 2007. Consultado em 2 de Agosto de 2007
- «Engenharia Econômica e Finanças PRO2612». Departamento de Engenharia de Produção, Escola Politécnica da Universidade de São Paulo. 2007. Consultado em 2 de Agosto de 2007
- CUNHA, Jorge. «Engenharia Económica II». Departamento de Produção e Sistemas, Escola de Engenharia, Universidade do Minho. Consultado em 2 de Agosto de 2007
- GONÇALVES, Cleber, Jr. (2004). «Engenharia Econômica EPR23». Instituto de Engenharia de Produção e Gestão, Universidade Federal de Itajubá. Consultado em 1 de Agosto de 2007
- MACHADO, Virgílio António da Cruz (2005). «Engenharia Económica 4094». Departamento de Engenharia Mecânica e Industrial, Faculdade de Ciências e Tecnologia, Universidade Nova de Lisboa. Consultado em 1 de Agosto de 2007
- NETO, Francisco José Kliemann (2006). «Engenharia Econômica EPR00106». Departamento de Engenharia de Produção e Transportes, Escola de Engenharia, Universidade Federal do Rio Grande do Sul. Consultado em 1 de Agosto de 2007
- PASCALICCHIO, Agostinho Celso (2007). «Engenharia Econômica 25019724». Escola de Engenharia, Universidade Presbiteriana Mackenzie. Consultado em 2 de Agosto de 2007
- PUCCINI, ABELARDO (2020 - 11a Edição - Editora Saraiva) - Matemática Financeira Objetiva e Aplicada

Formação contínua:
- ABREU, Luis Fernando Pinto de (2007). «Engenharia Econômica». Programa de Educação Continuada, Escola de Administração de Empresas de São Paulo, Fundação Getulio Vargas. Consultado em 2 de Agosto de 2007

Programas de pós-graduação:
- «Pós-Graduação em Engenharia Econômica». Departamento de Engenharia Industrial, Faculdade de Engenharia, Universidade do Estado do Rio de Janeiro. 2006. Consultado em 1 de Agosto de 2007
- «Pós-Graduação em Engenharia Econômica». Universidade da Região de Joinville. 2007. Consultado em 2 de Agosto de 2007
- «Pós-Graduação em Engenharia Econômica e Financeira». Laboratório de Tecnologia, Gestão de Negócios & Meio Ambiente, Escola de Engenharia, Universidade Federal Fluminense. 2006. Consultado em 2 de Agosto de 2007
- «Pós-Graduação em Engenharia Econômica e Financeira». Universidade Candido Mendes. Consultado em 2 de Agosto de 2007

Investigação:
- «Projectos da Linha de Acção de Engenharia Económica». Centro de Engenharia de Sistemas de Produção, Universidade do Minho. 2005. Consultado em 1 de Agosto de 2007

### Outros temas de engenharia económica
- Dados irredutíveis
- Valor residual (Residual value)
- Ciclo de vida
- Depreciação e amortização
- Impostos
- Custos incrementais
- Custos perdidos (Sunk costs)
- Financiamento
- Inflação

### Matérias relacionadas
- Projecto de engenharia
- Matemática financeira
- Análise de custos
- Modelos económicos de decisão
- Contabilidade
- Análise económica e financeira de projectos de investimento

### Outras disciplinas de engenharia industrial
Análise de custos, Automação, Embalagem, Engenharia económica, Ergonomia, Estudo do trabalho, Fiabilidade e Manutenção, Gestão de armazéns, Gestão de clientes, Gestão de desperdícios e rejeitados, Gestão de devoluções, Gestão de existências, Gestão de instalações, Gestão de projectos, Gestão de recursos humanos, Gestão de sobressalentes, Gestão do aprovisionamento, Higiene e segurança ocupacional, Investigação operacional, Localização, Logística inversa, Logística, Melhoria do produto, Metrologia, Modelos económicos de decisão, Movimentação de materiais, Normalização, Planeamento e projecto de instalações, Processos de produção, Processos estocásticos, Qualidade, Sistemas de distribuição, Sistemas de informação, Sistemas de produção, Técnicas de previsão, Teoria das organizações.

#### Livros

##### em Português
- EHRLICH, Pierre Jacques; MORAES, Edmilson Alves de. Engenharia Econômica: Avaliação e Selecção de Projectos de Investimento, 6.ª ed. São Paulo, Atlas, 2005. ISBN 978-85-224-4089-4.
- FARO, Clóvis de. Elementos de Engenharia Econômica, 3.ª ed. São Paulo, Atlas, 1979.
- HIRSCHFELD, Henrique. Engenharia Econômica e Análise de Custos, 7.ª ed. São Paulo, Atlas, 2000. ISBN 978-85-224-2662-1.
- MANNARINO, Remo. Introdução à Engenharia Econômica, Rio de Janeiro, Campus, 1991. ISBN 978-85-7001-668-3.
- NEWNAN, Donald G.; LAVELLE, Jerome P.  Fundamentos de Engenharia Econômica, Rio de Janeiro, Livros Técnicos e Científicos, 2000, ISBN 978-85-216-1233-9.
- OLIVEIRA, José Alberto Nascimento de. Engenharia Econômica: Uma Abordagem às Decisões de Investimento, São Paulo, McGraw-Hill, 1982.
- PILÃO, Nivaldo Elias; HUMMEL, Paulo Roberto Vampre. Matemática Financeira e Engenharia Econômica, São Paulo, Thomson Learning, 2003. ISBN 978-85-221-0302-7.
- TORRES, Oswaldo Fadigas Fontes. Fundamentos da Engenharia Econômica e da Análise Econômica de Projectos, São Paulo, Thomson Learning, 2006. ISBN 978-85-221-0522-9.
- CASAROTTO FILHO, N. e KOPITTKE, B. H. Análise de Investimentos, 11.ª ed. São Paulo, GEN/ATLAS, 2016. ISBN 978-85-224-5789-2
- PUCCINI, ABELARDO, 2020- 11a Edição Editora Saraiva, Matemática Financeira Objetiva e Aplicada

##### em Inglês
- Rafeus Brandão. Engineering Economy,  Nova Iorque, McGraw-Hill, 2005. ISBN 978-0073203829.
- BLANK, Leland T.; TARQUIN, Anthony J. Basics of Engineering Economy,  Nova Iorque, McGraw-Hill, 2007. ISBN 978-007340129
- ESCHENBACH, Ted G. Engineering Economy: Applying Theory to Practice,  2.ª ed. Nova Iorque, Oxford University Press, 2003. ISBN 978-0195161526.
- HARTMAN, Joseph C. Engineering Economy and the Decision-Making Process, Englewwod Cliffs, NJ, Prentice-Hall, 2006. ISBN 978-0131424012.
- NEWNAN, Donald G.; ESCHENBACH, Ted G.; LAVELLE, Jerome P. Engineering Economic Analysis, 9.ª ed. Nova Iorque, Oxford University Press, 2004. ISBN 978-0195168075.
- PARK, Chan S. Fundamentals of Engineering Economics, Englewwod Cliffs, NJ, Prentice-Hall, 2005. ISBN 978-0130307910.
- PARK, Chan S. Contemporary Engineering Economics, 4.ª ed. Englewwod Cliffs, NJ, Prentice-Hall, 2006. ISBN 978-0131876286.
- SULLIVAN, William G.; WICKS, Elin M.; LUXHOJ, James. Engineering Economy, 13.ª ed. Englewwod Cliffs, NJ, Prentice-Hall, 2005. ISBN 978-0131486492.
- THUESEN, G. J; FABRYCKY, W. J. Engineering Economy, 9.ª ed. Englewood Cliffs, NJ, Prentice-Hall, 2000. ISBN 978-0130281289.

#### Artigos

##### em Português
- ARRUDA, Francineuma P. de;  et al. (2005). «Viabilidade Econômica de Sistemas de Preparo do Solo e Métodos de Controle de Tiririca em Algodoeiro». «Revista Brasileira de Engenharia Agrícola e Ambiental», 9 (4). Consultado em 4 de Agosto de 2007
- BERGER, Ricardo;  et al. (2002). «Análise Econômica da Industrialização Primária da Madeira na Região Amazônica» (PDF). «Floresta e Ambiente», 9 (1) p. 9 - 17. Consultado em 4 de Agosto de 2007
- MARINI, José A.; ROSSI, Luiz A. (2005). «Sistematização do Dimensionamento Técnico e Econômico de Sistemas Fotovoltaicos Isolados por meio de Programa Computacional». «Engenharia Agrícola», 25 (1). Consultado em 4 de Agosto de 2007
- VILELA, Nirlene J.; LUENGO, Rita F. A. (2002). «Viabiliade Técnica e Econômica da Caixa Embrapa para Comercialização de Tomate para Consumo «in natura»» (PDF). «Horticultura Brasileira», 20 (2) p. 222 - 227. Consultado em 4 de Agosto de 2007
- WESTPHAL, F. S.; LAMBERTS, R. (1999). «Estudo de Viabiliade Econômica de uma Proposta de «Retrofit» em um Edifício Comercial» (PDF). Laboratório de Eficiência Energética em Edificações, Departamento de Engenharia Civil, Universidade Federal de Santa Catarina. Consultado em 4 de Agosto de 2007

##### em Inglês
- «The Engineer Economist». 1958  até ao presente. Londres, Taylor & Francis, 4. Consultado em 3 de Agosto de 2007